# 小曽根英四郎
小曽根 英四郎（こぞね えいしろう、1840年 - 1890年3月6日）は、江戸時代から明治時代まで活躍した長崎の豪商。

## 人物
長崎の豪商・小曽根六左衛門の四男として生まれる。長兄は小曽根乾堂。
1866年に坂本龍馬と楢崎龍は長崎へ到着した後に出会い、楢崎龍は英四郎のあう別邸に預けられ、ピストルの操作を教わった。
1867年に龍馬と交友を持ち当邸宅に土佐海援隊を設置し支援を行い、大洲藩からチャーターした蒸気船「いろは丸」の会計官として担当した。
生涯独身を貫き、1890年に51歳の生涯を終えた。

## 小曽根英四郎を演じた人物
- 早川保 - 『竜馬がゆく』 （NHK大河ドラマ、1968年）
- 竜崎勝 - 『勝海舟』 （NHK大河ドラマ、1974年）
- 杉山彦々 - 『龍馬伝』 （NHK大河ドラマ、2010年）